# Noorderkerk (Almelo)
De Noorderkerk (Emmaüskerk) is een protestants kerkgebouw in Almelo in de stijl van de Amsterdamse School ontworpen door Berend Tobia Boeyinga.
Oorspronkelijk was deze kerkgemeente van Gereformeerde signatuur, maar in het Samen op Weg-proces opgegaan in PKN, waarbij het gebouw is hernoemd naar Emmaüskerk. Op zondag 27 juni 2004 was de laatste kerkdienst in het gebouw en is de kerkgemeente opgegaan in de Bleekkerk. De kerkfunctie heeft een herbestemming
gekregen voor bewoning. In 2006 is de bouw van woningen in de kerk gestart, waarvoor het in 2008 een wisselprijs Stadsherstel heeft gekregen.